# Bueil, Eure
Bueil är en kommun i departementet Eure i regionen Normandie i norra Frankrike. Kommunen ligger i kantonen Pacy-sur-Eure som tillhör arrondissementet Évreux. År 2022 hade Bueil 1 635 invånare.

## Befolkningsutveckling
Antalet invånare i kommunen Bueil
Referens:INSEE